# Gasturbine

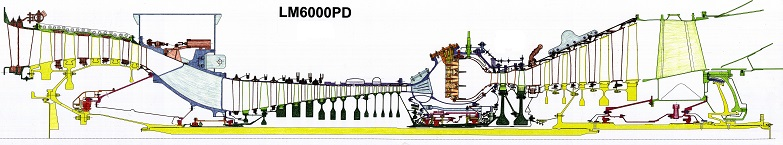
Halve doorsnede van een gasturbine

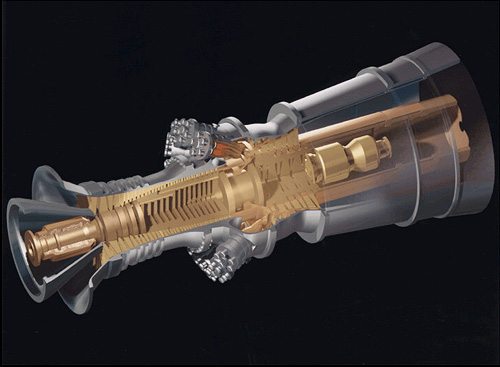
GE H-serie industriële gasturbine: in STEG configuratie, vermogen 480 MW, rendement 60%

Een gasturbine is een continue verbrandingsmotor, die  chemische energie uit brandstof omzet in direct bruikbare energie, zoals kinetische energie (beweging), warmte of (indirect) elektriciteit. Gasturbines worden ook gebruikt als vliegtuigmotor/straalmotor.

## Opbouw en benamingen
Een gasturbine bestaat uit drie hoofdonderdelen, de compressor, de  verbrandingskamer en de turbine. De compressor is bedoeld om de aangezogen lucht te comprimeren. In de verbrandingskamer wordt de in de gecomprimeerde lucht ingespoten brandstof verbrand. Het ontstane hete gas expandeert in de turbine. De turbine drijft de compressor aan en het overschot aan vermogen wordt geleverd aan de uitgaande as. Soms is de compressor in twee delen uitgevoerd: lagedruk- en hogedrukcompressor. Ook de turbine kan uit twee delen bestaan: hogedruk- en lagedrukturbine. In dat geval heet de lagedrukturbine ook wel vermogensturbine (Engels: power turbine). Het geheel van de compressor(en), de verbrandingskamer en de turbine(s) heet gasturbine. Het gedeelte van de gasturbine dat de hete gassen levert naar de vermogensturbine wordt de gasgenerator genoemd. Dit gedeelte bestaat uit de compressor, de verbrandingskamer en de hogedrukturbine.

## Energie
De energiestromen in een gasturbine zijn als volgt. De chemische energie (in de brandstof), wordt in de verbrandingskamer omgezet in potentiële energie (temperatuur en druk). Die potentiële energie wordt, in de straalbuis van de turbine, omgezet in kinetische energie. Doordat het gas in de turbine continu van richting wordt veranderd, duwt het gas de turbineschoepen vooruit. Hierdoor ontstaat mechanische energie. De rotor van de turbine is aan het draaien gezet. Het draaien van de rotor (de mechanische energie) wordt voor ongeveer 60% gebruikt voor het aandrijven van de compressor. In de compressor wordt de mechanische energie omgezet in potentiële energie van de lucht. De lucht wordt samengeperst, waardoor deze onder druk door de verbrandingskamer gaat. Het overige 40% wordt gebruikt voor arbeid. Deze arbeid kan gebruikt worden voor het aandrijven van bijvoorbeeld een generator of een pomp. De thermische energie die, na de expansie in de turbine, nog in de rookgassen zit, kan gebruikt worden voor het opwekken van stoom. De stoomketel kan eventueel nog extra worden bijgestookt om de stoomproductie te verhogen. Als met deze stoom dan een stoomturbine wordt aangedreven met daar achter eventueel een generator, spreken we van een STEG-installatie. Indien de stoom (warmte) voor andere doeleinden wordt gebruikt, bijvoorbeeld verwarming, of in een raffinageproces spreken we van een gecombineerd proces of warmte-krachtkoppeling.

## Milieu
Een gasturbine is van origine een behoorlijk milieuvriendelijk krachtbron, omdat er brandstoffen in kunnen worden toegepast die relatief lage koolstofgehalten bevatten, zoals:
1. aardgas: bij verbranding ontstaat meer waterdamp dan kooldioxide
2. kerosine: dit is de brandstof die gebruikt wordt bij vliegtuigen en kent een uitstoot die ergens tussen benzine en diesel verbranding ligt
3. waterstof: hier wordt alleen waterdamp gevormd (2 H2 + O2 → 2 H2O)
4. syngas

Ook bevatten de meeste brandstoffen die geschikt zijn voor gebruik in gasturbines bijna geen zwavel wat verbrandt tot zwaveldioxide: SO2, een belangrijke veroorzaker van zure regen en veroorzaakt corrosie.
Door de hoge vlamtemperaturen in de verbrandingskamers van de gasturbine en de aanwezigheid van grote hoeveelheden aan zuurstof en stikstof kunnen hier veel stikstofoxiden ontstaan. Stikstofoxiden hebben, afhankelijk van hun samenstelling, een verzurende of broeikasversterkende werking op het milieu en kunnen een van de oorzaken zijn van smog. De vorming van stikstofoxiden is tegen te gaan door de vlamtemperatuur te verlagen, bijvoorbeeld door stoominjectie, of door de verblijftijd van het gasmengsel in de vlam te verkorten. Dit kan door een ring van een groot aantal korte verbrandingskamers met meerdere vlammen aan te leggen in plaats van een of twee verbrandingskamers met een grote vlam te gebruiken. Ook is het mogelijk de uitstoot van stikstofoxiden te verminderen door middel van een selectieve katalytische reductie of een selectieve niet-katalytische reductie. Een andere manier is het toepassen van getrapte verbranding, waarbij de brandstof en de lucht intensief worden voorgemengd. Deze methode gaat ook de vorming van CO (koolstofmonoxide) tegen, die verhoogd wordt indien men de vlamtemperatuur omlaag brengt.

## Ontwikkeling van de gasturbine
Sinds 1940 is de ontwikkeling van de gasturbine snel gegaan. Dit is in de eerste plaats te danken aan de resultaten van de voortdurende research op het gebied van hittebestendige materialen. De hoogste temperatuur die in de machine voorkomt is van groot belang voor een goed rendement.
Een sterke impuls voor de ontwikkeling van gasturbines is gekomen uit de vliegtuigindustrie. De gasturbine bleek bijzonder geschikt als vervanger van de vroeger gebruikte ingewikkelde en kwetsbare zuigermotoren in vliegtuigen. De gasturbine is betrouwbaar, hij heeft weinig bewegende delen en het vermogen per kg massa is hoog.
De ontwikkeling van stationaire gasturbines voor de aandrijving van bijvoorbeeld generatoren voor elektriciteitsopwekking is langs twee wegen gegaan. Sommige fabrikanten hebben gasturbines ontworpen die speciaal voor dit doel geschikt waren, dus relatief zware machines die verschillende brandstoffen kunnen stoken. Andere fabrikanten hebben hun oorspronkelijke ontwerp voor een vliegtuigturbine (straalmotor) zodanig aangepast dat deze machine ook voor stationair gebruik geschikt is. Beide soorten stationaire gasturbines vinden nu ruime toepassing.
Vrijwel alle vliegtuigen worden door gasturbines, in de vorm van propellermotoren (turboprop) of straalmotoren (turbojet, turboshaft of turbofan), voortgestuwd. De uit deze straalmotoren ontwikkelde landversies van gasturbines worden toegepast in kleine centrales, op olieproductieplatforms en op schepen. De zware, voor landgebruik ontwikkelde gasturbines worden veelal ingezet in STEG-installaties (Stoom en Gas), een combinatie van stoomturbines met gasturbines. Daarnaast zijn er vele bedrijven en instellingen die zelf elektriciteit en warmte opwekken met een gecombineerde installatie voor warmte-krachtkoppeling (WKK), waarin een of meer gasturbines een onmisbare rol spelen. In Frankrijk werd het prototype van de TGV door gasturbines aangedreven. Ook een serie treinstellen, de RTG (Rame à turbine à gaz, ook wel Turbotrain) werd door een gasturbine aangedreven.
Op schepen voor de commerciële handelsvaart worden over het algemeen dieselmotoren geïnstalleerd in plaats van gasturbines, dit vanwege de mogelijkheid om in dieselmotoren stookolie te verbranden en vanwege het gunstiger rendement van de diesel in deze betrekkelijk kleine installaties. Wel vindt men gasturbines op marine- en veerschepen, omdat voor deze toepassingen de voordelen van de gasturbine boven de dieselmotor (compacte bouw, trillingvrije loop, snel op vol vermogen te brengen) evident zijn.

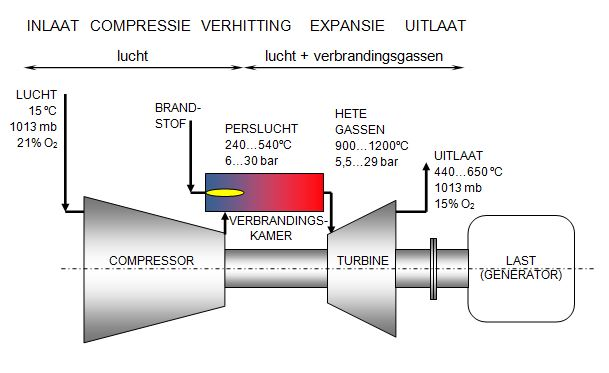
Stationaire gasturbine

## Het arbeidsproces
De schets toont een gasturbine die werkt volgens het elementaire arbeidsproces. In principe is een gasturbine, net zoals een dieselmotor of een mengselmotor (ottomotor), een machine met inwendige verbranding. Het arbeidsproces dat de machine volgt kent, net als bij de genoemde motoren, de stadia inlaat, compressie, verbranding (of verhitting), expansie en uitlaat. Het is dan ook zonder meer mogelijk het arbeidsproces van de gasturbine te vergelijken met het arbeidsproces van een verbrandingsmotor. Er zijn wel kenmerkende verschillen tussen het kringproces van een gasturbine en dat van een verbrandingsmotor.

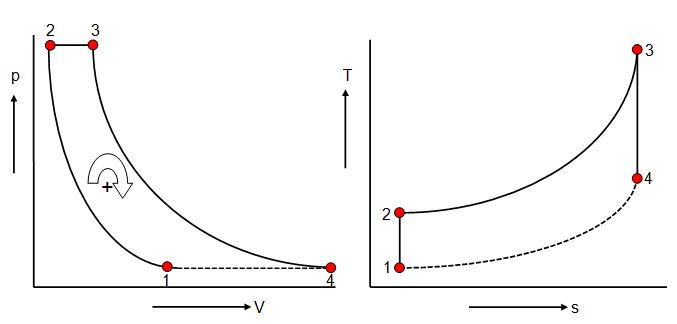
p-V- en T-s-diagram van de braytoncyclus

Arbeidsprocessen van een verbrandingsmotor en van een gasturbine kunnen in druk-volume- (p-V) en in temperatuur-entropie- (T-s) -diagrammen zichtbaar gemaakt worden. In bijgaande figuur is dit gedaan voor het gasturbineproces. Het volume is uitgedrukt in m³/kg, het specifiek volume, niet in m³ zoals bij een zuigermachine. Dit proces wordt naar de natuurkundigen die het theoretisch bestudeerd hebben wel de brayton- of joulecyclus genoemd. De braytoncyclus bestaat uit de volgende toestandsveranderingen:
1 naar 2 Compressie van de aangezogen lucht door middel van een meertrapscompressor, soms verdeeld over een lagedrukcompressor en een hogedrukcompressor. Begincondities: atmosferische druk en temperatuur. Eindcondities: 6 tot 30 bar en 240 tot 500 °C.
2 naar 3 Verder verhitten van de lucht door het verstoken van brandstof bij praktisch gelijkblijvende druk. Eindcondities: 6 tot 30 bar en 900 tot 1200 °C.
3 naar 4 Expansie van de hete gassen in het turbinegedeelte tot atmosferische druk. Soms zijn er twee turbines achter elkaar: de hogedruk- en de lagedrukturbine. Eindcondities: atmosferische druk en ongeveer 500 °C.
4 naar 1 Afkoeling van de gassen in de atmosfeer, tot de omgevingstemperatuur (dit gebeurt buiten de gasturbine). Bij punt 4 worden de gassen, nog steeds met een hoge temperatuur, naar de atmosfeer afgevoerd. De uitlaatgassen keren niet terug naar de inlaat van de compressor. Er is dus in het diagram geen verbinding tussen punt 4 en punt 1, een open cyclus, dat wil zeggen dat lucht die het proces doorlopen heeft, niet meer terugkeert in de cyclus.
Kenmerkende eigenschappen van het gasturbineproces:
- De lucht die wordt aangezogen en gecomprimeerd, wordt maar voor circa één vierde deel voor de verbranding gebruikt. De rest van de lucht wordt door deze verbranding verhit. Bij het verlaten van de verbrandingskamer bevat het mengsel van lucht en verbrandingsgassen nog 15 à 16% zuurstof. Vergelijk dit met bijv. het dieselproces, waar bijna alle aangezogen lucht voor de verbranding gebruikt wordt.
- De verhitting van de lucht (2 naar 3 in het p-V-diagram) gebeurt theoretisch bij constante druk. In de praktijk zal de druk echter iets dalen door de stromingsverliezen in de verbrandingskamer. (Vergelijk dit met een verbrandingsmotor, waarin de druk over het algemeen stijgt tijdens de verbranding).
- De expansie van de lucht (3 naar 4 in het diagram) gaat door totdat de atmosferische druk is bereikt. Bij een verbrandingsmotor wordt de expansie eerder afgebroken, omdat voor de afvoer van de verbrandingsgassen via poorten of kleppen een zekere overdruk nodig is.
- Het gasturbineproces vindt continu plaats. Het is dus geen onderbroken proces zoals bij tweetakt of viertakt zuigermotoren, maar een continu doorgaande inlaat, compressie, verhitting, expansie en uitlaat. Dit betekent dat de gasturbine op de uitgaande as een constant koppel levert, wat een duidelijk voordeel is ten opzichte van het ongelijkmatige koppel dat een zuigermachine levert.
- Het brayton/joule-arbeidsproces kan gerealiseerd worden in relatief grote machines, zodat vermogens tot 300 MW in één machine zonder problemen opgewekt kunnen worden.
- Net als een verbrandingsmotor moet de gasturbine met behulp van een startmotor aan de gang worden gebracht. Als startmotor wordt gebruikgemaakt van een dieselmotor, een stoomturbine, een expansieturbine, een hydromotor of een elektromotor. De startmachine brengt de gasturbine op een zodanig toerental dat het arbeidsproces van de gasturbine een aanvang kan nemen.

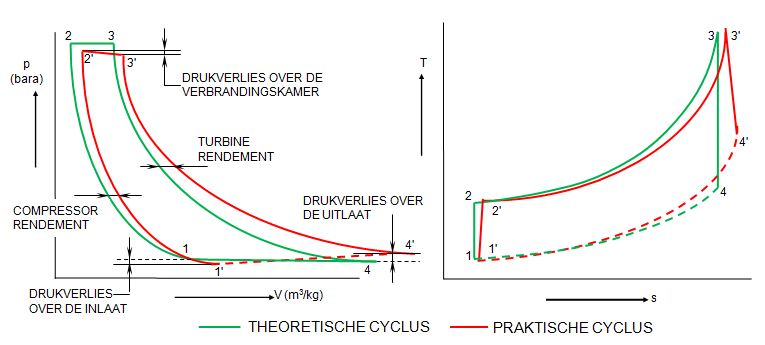
Theoretische en praktische gasturbinecyclus

Als samenvatting van het voorafgaande toont de figuur de vorm van het praktische p-V- en T-s-diagram ( 1' - 2' - 3' - 4') ten opzichte van de theoretische braytoncyclus (1 - 2 - 3 - 4). De volgende verschillen (verliezen) treden op tussen het theoretische proces en het werkelijke proces:
1. Door weerstand in het luchttoevoersysteem zuigt de compressor lucht aan bij een iets lagere druk dan atmosferisch (1 naar 1'). Daardoor wordt ook de compressorpersdruk lager.
2. De compressie gaat gepaard met verliezen (2 naar 2'), de entropie neemt toe.
3. De druk daalt iets tijdens de verhitting in de verbrandingskamer (3 naar 3').
4. De expansie gaat gepaard met verliezen (de entropie neemt toe)
5. Door weerstand in het uitlaatkanaal is de uitlaatdruk iets hoger dan de atmosferische (4 naar 4').

## Arbeid en vermogen

### Arbeid
De verschillende onderdelen van de gasturbine leveren of gebruiken per kg doorstromend medium een hoeveelheid arbeid, die gegeven wordt door:
{\displaystyle W\ =\ Cp\ \times \ \Delta T}   [kJ/kg lucht)
Hierin is:
W = arbeid per kg lucht [kJ/kg]
Cp = soortelijke warmte bij constante druk van het stromende medium [kJ/K/kg]
ΔT = temperatuurstijging of -daling over het betreffende onderdeel [°C of K]

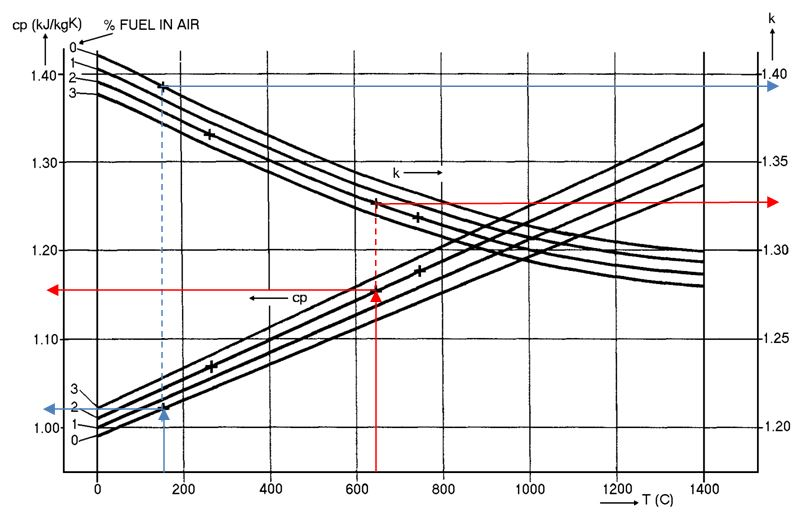
Bepalen van C_{p} en k voor een gasturbine

ΔT is voor de compressor (T2 - T1), voor de verbrandingskamer (T3 - T2), voor de turbine (T3 - T4) en voor de uitlaat (T4 - T1). De berekening wordt gecompliceerd door de noodzaak om voor elk onderdeel de soortelijke warmte van het doorstromende medium te bepalen. Voor de compressor is dat lucht, maar voor de verbrandingskamer, de turbine en de uitlaat is het lucht, vermengd met verbrandingsgassen. De Cp-waarde is afhankelijk van twee grootheden:
- de gemiddelde temperatuur over het onderdeel
- de hoeveelheid verbrandingsgassen in de lucht. Dit laatste wordt opgegeven als het percentage brandstof dat in de lucht verbrand is. Bij een gasturbine is dat ongeveer 2% bij vollast.

Een soortgelijke redenering gaat op voor het vinden van de k-waarde, de adiabatische exponent, die ook per onderdeel van de gasturbine verschilt. De k-waarde is nodig bij thermodynamische berekeningen. 
De figuur laat zien hoe de Cp-waarde en de k-waarde te vinden zijn. Twee voorbeelden:
(Blauwe lijnen) De compressor werkt met lucht, dus de lijnen voor Cp en k waar een brandstofpercentage van 0 bij staat zijn van toepassing. 
Stel: T1  =  15 °C, T2' = 300 °C.
De gemiddelde temperatuur in de compressor is (15 + 300) / 2 = 157,5 °C.
Bepaal uit de grafiek de Cpc en de kc waarden: Cpc = 1,02	[kJ/K/kg], kc = 1,39	[dimensieloos]
(Rode lijnen) De verbrandingskamer werkt met lucht, vermengd met verbrandingsgassen. Daarvoor moet men eerst weten wat het brandstofpercentage in de lucht is. Stel dat dit 2% bedraagt, dan zijn de lijnen voor Cp en k waar brandstofpercentage 2 bij staat van toepassing.
Stel: T2' = 300 °C, T3 = 1000 °C.
De gemiddelde temperatuur in de verbrandingskamer is: (300 + 1000) / 2 = 650 °C.
Bepaal uit de grafiek de Cpv- en de kv-waarden: Cpv = 1,16	[kJ/K/kg], kv = 1,33	[dimensieloos]

### Vermogen
Het vermogen dat elk onderdeel van de gasturbine levert of opneemt wordt berekend met:
Vermogen = Arbeid × massastroom gassen [kW = kJ/kg × kg/s]

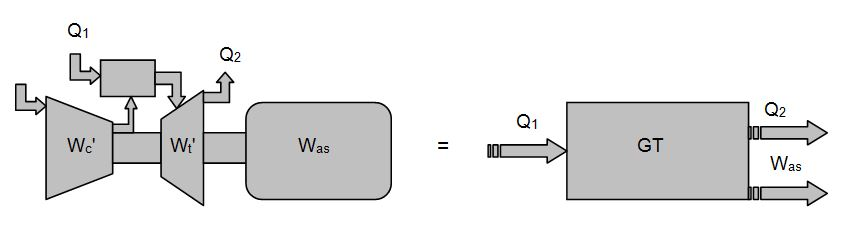
Arbeid in een gasturbine

## Het rendement
Een belangrijke vraag bij elke verbrandingsmachine is welk rendement haalbaar is, met andere woorden: welk percentage van de toegevoegde energie (brandstof) komt aan de uitgaande as als nuttige arbeid beschikbaar? Het rendement kan met de beschikbare formules uit de thermodynamica berekend worden. 
In het algemeen drukt men het rendement van een proces uit als: 
Rendement = nuttige arbeid / daartoe nodige brandstofenergie
In de braytoncyclus is de nuttig verkregen energie de mechanische arbeid die de turbine levert aan de uitgaande as (Was).
De compressor neemt hiervan een deel op: Wc. Er geldt dus:
{\displaystyle W_{as}=W_{t}-W_{c}} [kJ/kg]
De arbeid aan de as is echter ook gelijk aan het verschil tussen de toegevoerde warmte Q1 (brandstof) en de afgevoerde warmte Q2 (uitlaat). Dus:
{\displaystyle W_{as}=Q_{1}-Q_{2}} [kJ/kg]
Het rendement ηgt kan aldus op twee manieren bepaald worden:
{\displaystyle \eta _{gt}={\frac {W_{t}-W_{c}}{Q_{1}}}\times 100\ } of: {\displaystyle \eta _{gt}={\frac {Q_{1}-Q_{2}}{Q_{1}}}\times 100\ }[%]

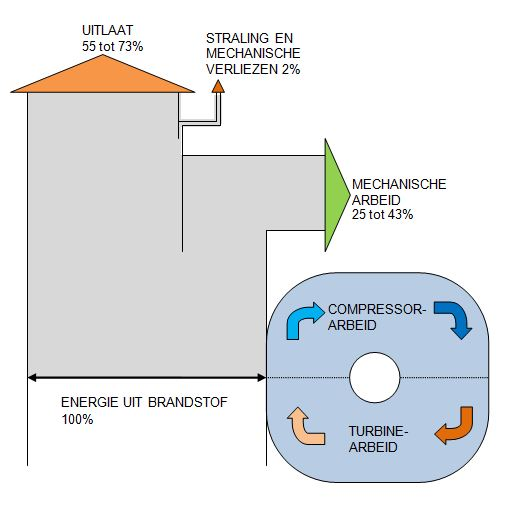
Sankey-diagram van de energiestromen in een gasturbine, inclusief de rondlopende arbeid

In een sankey-diagram worden de energiestromen in de gasturbine getoond, inclusief de arbeid, die nodig is om de compressor aan te drijven. Deze arbeid wordt ook door de turbine geleverd. De benodigde arbeid per kg lucht van de compressor mag globaal op een- tot anderhalfmaal de nuttige arbeid aan de uitgaande as per kg lucht gesteld worden. Dit is een aanzienlijke hoeveelheid arbeid. Gelukkig komt deze arbeid voor het grootste deel weer ten goede aan de turbine. De perslucht van de compressor drijft, na de verbrandingskamer gepasseerd te zijn, de turbine mede aan. Deze rondlopende arbeid wordt in bijgaand sankey-diagram geïllustreerd.
Uit de figuur blijkt dat van de toegevoerde brandstofenergie:
- 25 tot 43% als nuttige arbeid aan de as komt (dus: rendement gasturbine 25 tot 43%)
- 55 tot 73% als warmte de uitlaat in gaat
- 2% verloren gaat als stralings- en mechanische verliezen

De getallen verschillen sterk per type gasturbine. Met de energie in de uitlaatgassen kan door warmte-krachtkoppeling (WKK) veel energie teruggewonnen worden in de vorm van heet water, stoom of procesenergie voor een petrochemisch bedrijf. Als de thermische energie voor het bedrijf waar de gasturbine werkt van even veel belang is als de opgewekte mechanische energie, dan kiest men bewust voor een gasturbine met een lager rendement, die relatief meer thermische energie in de uitlaat levert.